# Władysław Nikliborc
Władysław Michał Nikliborc (ur. 2 stycznia 1889 w Wadowicach, zm. 1 marca 1948 w Warszawie) – polski matematyk.

## Życiorys
Ojciec Szczepan, był sędzią Sądu Okręgowego w Wadowicach, młodszy brat Jan profesorem fizyki. Uczęszczał do gimnazjów w Bielsku, Rzeszowie i Wadowicach. W latach 1916–1918 służył w armii austro-węgierskiej i Legionach, następnie - w latach 1918–1922 studiował matematykę na Uniwersytecie Jagiellońskim, w 1920 r. walczył w wojnie bolszewickiej (do rezerwy przeszedł w stopniu podporucznika artylerii). W latach 1922–1932 był najpierw asystentem, następnie adiunktem katedry matematyki Politechniki Lwowskiej. W 1924 r. obronił doktorat, w 1927 r. habilitację na Uniwersytecie Jana Kazimierza we Lwowie, w latach 1928-1937 docent matematyki UJK, 1928-1931 stypendysta w Lipsku, Getyndze i Paryżu. W 1931 r. habilitował się z mechaniki teoretycznej na Politechnice Lwowskiej. W latach 1932–1937 kierował Katedrą Mechaniki Teoretycznej Politechniki Lwowskiej. W 1937 przeniósł się do Warszawy. Został profesorem nadzwyczajnym i kierownikiem Katedry Matematyki na Wydziale Chemicznym Politechniki Warszawskiej. Lata wojenne 1939–1945 spędził we Lwowie, pracując cały czas na Politechnice Lwowskiej, zamienionej podczas okupacji sowieckiej (1939–1941) na Instytut Politechniczny, a podczas okupacji niemieckiej (1941–1944) zamienionej - w latach 1942–1944 na Staatliche Technische Fachkurse (Państwowe Techniczne Kursy Zawodowe), po ponownym wkroczeniu Armii Czerwonej do Lwowa w 1944 działającej ponownie jako Instytut Politechniczny. W 1945 zmuszony do opuszczenia Lwowa wyjechał do Warszawy i objął to samo stanowisko co w latach 1937–1939 na Politechnice Warszawskiej.  W 1947 został profesorem zwyczajnym. Zmarł popełniając samobójstwo podczas aresztowania przez Urząd Bezpieczeństwa Publicznego